# Viaduc du Vallon des Fleurs
Le viaduc du Vallon des Fleurs est un pont en poutre-caisson situé à Nice dans les Alpes-Maritimes, en France. 

## Géographie
Il porte l'autoroute A8 dans sa section du contournement nord de Nice à proximité du tunnel de Cap de Croix, et franchit le vallon des Fleurs, entre les collines de Gairaut et de Rimiez. 

## Description
Il est long de 110,5 mètres et ses piles mesurent 19 mètres. 
Il est en fait constitué de deux viaducs parallèles. Le premier fut achevé en 1976 et la circulation se faisait alors de façon bidirectionnelle sur ce seul tablier. Le second fut terminé en 1982 et la circulation put se faire de façon unidirectionnelle sur chaque tablier. 
Ses tabliers sont en mono-caisson en béton précontraint et ont été construits par encorbellements successifs et avec des voussoirs préfabriqués installés par haubanage,. 